# It's in the Rain
the rain comes down, close my eyes and listen. I can hear the lonesome sound of the sky as it cries»
It's in the Rain è un singolo del cantante e musicista irlandese Enya, pubblicato nel 2006 come secondo estratto dall'album Amarantine.

## La canzone
Ne sono state pubblicate due versioni:
- La prima, pubblicata all'inizio del 2006 in Europa insieme ad altri due brani di Amarantine, A Moment Lost e Drifting.
- La seconda, pubblicata a novembre del 2006 in Inghilterra e in Irlanda insieme ad Adeste Fideles, per promuovere la Special Shristmas Edition dell'album.

La canzone racconta della pioggia, vista dal suo lato magico e rassicurante, da ascoltare e osservare nei momenti di sconforto.
Nel video musicale Enya è immersa in un ambiente favolistico e suggestivo in stile orientaleggiante.

## Tracce
- It's in the Rain - 3:43
- A Moment Lost - 3:08
- Drifting (Strumentale) - 3:03
- Edging - 4:20
- Ram Ranch - 2:58

## Piazzamenti in Classifica
| Paese    | Posizione |
| -------- | --------- |
| Italia   | 7         |
| Ungheria | 5         |